# Aegoschema obesum
Aegoschema obesum är en skalbaggsart som först beskrevs av Bates 1861.  Aegoschema obesum ingår i släktet Aegoschema och familjen långhorningar. Inga underarter finns listade i Catalogue of Life.